# Ultrakompaktna patuljasta galaktika
Ultrapatuljasta kompaktna galaktika (kratica UCD, prema eng. Ultra-Compact Dwarf) je nova vrsta patuljastih galaktika. Otkrila ju je skupina astrofizičara 2003. godine. Rezultate je objavila u Natureu od 29. svibnja 2003. godine.
Dio ih je prepoznat u skupu Kemijske peći, udaljene 60 milijuna svjetlosnih godina, zatim skupu Djevici, Abell 1689, skupu Berenikinoj kosi i inim galaktičkim skupovima. Dimenzije im variraju od sto do dvjesta svjetlosnih godina.

## Vanjske poveznice
- La scoperta delle Nane ultra-compatte (PDF)  Arhivirana inačica izvorne stranice od 20. srpnja 2008. (Wayback Machine) scientificambitalia.org.au (poveznica ne radi)
- (eng.) 3. Definition of Blue Compact Dwarf Galaxy A. Gil de Paz, B. F. Madore, O. Pevunova: Palomar/Las Campanas Imagining Atlas of Blue Compact Dwarf Galaxies: I. Images And Integrated Photometry; Objavljeno u ApJS, Vol. 147, str.29-59, 2003.; Level 5, A Knowledgebase for Extragalactic Astronomy and Cosmology, NASA/IPAC Extragalactic Database - NED